# Nagari Sariak Alahan Tigo
Nagari Sariak Alahan Tigo is een bestuurslaag in het regentschap Solok van de provincie West-Sumatra, Indonesië. Nagari Sariak Alahan Tigo telt 5660 inwoners (volkstelling 2010).